# Яблунець
Яблуне́ць — селище в Україні, у Барашівській сільській громаді Звягельського району Житомирської області. Кількість населення: 1121 осіб (2018).

## Історія
Село засноване 1910 року, з 1977 року набуло статусу — селища, а з 28 грудня 1977 року — селище.
За часів СРСР у селищі розташовувалась Ємільчинська райсільгоспхімія, виробниче відділення Ємільчинської райсільгосптехніки, пункт побутового обслуговування. Зведено середню загальноосвітню школу; медичну амбулаторію, кінотеатр, бібліотеку.
12 червня 2020 року, відповідно до розпорядження Кабінету Міністрів України № 711-р «Про визначення адміністративних центрів та затвердження територій територіальних громад Житомирської області», Яблунецька селищна рада Ємільчинського району об'єднана з Барашівською сільською громадою.
17 липня 2020 року, відповідно до постанови Верховної Ради України «Про утворення та ліквідацію районів» громада увійшла до складу новоутвореного Новоград-Волинського (з 2022 року — Звягельського району) Житомирської області.
26 січня 2024 року, відповідно до Закону України «Про порядок вирішення окремих питань адміністративно-територіального устрою України» від 28 липня 2023 року, віднесене до категорії селищ.

## Населення
- 1986 рік — 1 500 осіб;
- 2001 рік — 1 362 особи;
- 2018 рік — 1 121 особа.

## Промисловість
В селищі діє елеватор ТОВ «Яблунецьке ХПП», обладнаний пристосуваннями для підіймання, сушіння, зберігання великої кількості зернових культур, з можливістю відвантаження на автомобільний та залізничний транспорт на станції Яблунець.

## Постаті
- Банчук Олег Петрович (1986—2015) — солдат Збройних сил України, учасник російсько-української війни[8].
- Весельський Микола Францович (нар. 1974) — український орнітолог, таксидерміст.
- Чиж Олег Володимирович (1988—2014) — солдат Збройних сил України, учасник російсько-української війни.